# Tribulus hirsutus
Tribulus hirsutus är en pockenholtsväxtart som beskrevs av George Bentham. Tribulus hirsutus ingår i släktet tiggarnötter, och familjen pockenholtsväxter. Inga underarter finns listade i Catalogue of Life.